# الغدير في الكتاب والسنة والأدب
الغدير في الكتاب والسنة والأدب أو موسوعة الغدير كما يُعرف اختصاراً، هو كتاب من تأليف رجل الدين الشيعي الإيراني عبد الحسين الأميني؛ كتبه في 11 مجلد وناقش المؤلف فيه قضية الغدير ودون كثيراً مما يرتبط بذلك من الأحاديث والشعر مع تراجم للشعراء الناظمين حول الغدير، ليدافع عن خلافة علي بن أبي طالب، ويكافح الانحرافات والتشوهات التي حدثت منذ بداية نشر الإسلام و الحادثة التي تشكل تاريخ العقيدة الذي ظل المسلمون يتنازعون فيه، ويختلفون عليه. ويتضمّن كذلك ردوداً على الكتب التي أُلّفت في نقد التشيع، كمؤلفات ابن تيمية وابن كثير وابن حزم وأبو الفتح الشهرستاني وموسى جار الله وعبد الله القصيمي، وغيرهم، هذا عدا ما كتبه من ردود على بعض كتب الغربيين ككتاب حياة محمد للفرنسي إميل درمنگم (Émile Dermenghem).

## محتوى الكتاب
يرى المؤلف أن حديث الغدير هو أحد اتقن الأحاديث، حيث روته الروات بالتواتر وذكر سند الحديث عن طريق الصحابة والتابعين ومن مصادر أهل السنة إلي القرن الرابع عشر، ليثبت،التواتر الموجود في الحديث.بالإضافة إلى ذلك ذكر المؤلف الأشعار المنقولة عن الصحابة والتابعين والأجيال القادمة ليثبت التواتر.و يشير إلى الاتهامات التي وردت من قبل بعض رجال الدين السنة للشيعة وإجابته لهم بالأسناد المقبولة عندهم.هناك أيضا مواضيع أخرى نقلها المؤلف كالمعرفة الدينية لدى الخلفاء الثلاث والأحداث التي حدثت بسببهم.

## وجه تسمية الكتاب
اختار المؤلف عنوان «الغدير في الكتاب والسنة والأدب» ليقول أن المنكر لحديث الغدير والمواضيع التي ترتبط بقضية الغدير في الواقع هو منكر القرآن والسنة والأدب والتاريخ والمجمع العلمي للشعر العربي
لأنه قد ثبت ما ادعاه بأدلة دامغة من هذه المصادر الثلاثة.

## مكانة الكتاب
أصبح هذا الكتاب الذي بلغ اليوم ـ بعد جمع متفرّقاته ـ إلى 14 مجلّداً، فَعُدّ من أهم المصادر العلميّة في إثبات واقعة الغدير واعتبر النقاد والباحثين أن كتاب الغدير في الواقع هو الموسوعة الكبرى الكاملة من العلوم الإسلامية والتاريخية والكلامية والدراية والتفسير و... حيث تم تأليفه بالأدلة الدامغة المنطقية والتحليلية المعمقة حتى قرّضه الكثير من العلماء. هناك مواضيع هامة طرحت في الكتاب حيث جعلت كل باحث في التاريخ الإسلامي والدراسات الإسلامية أن يعرفه، والبحث دون معرفة تلك المواضيع ستجعل البحث غير مكتمل وناقص.

## ترجماته
- تُرجم إلى الفارسية، وطُبعت ترجمته في اثنين وعشرين مجلداً.
- ترجمه علي أختر الرضوي [الإنجليزية] إلى الأردوية.[8]

### خلاصة الكتاب
كتاب سيرى در الغدير، وهو خلاصة باللغة الفارسية لبحوث كتاب الغدير في الكتاب والسنة والأدب، والكتاب لأبن مؤلف الغدير محمد بن عبد الحسين الأميني.